# Ignaz Rudolph Schiner
Ignaz Rudolf Schiner (Fronsburg, Horn el 17 de abril de 1813- Viena el 6 de julio de 1873), fue un entomólogo austriaco especializado en Diptera. Fue secretario ministerial en Viena.
Entre sus publicaciones más importantes se destacan:
- Fauna Austriaca. Die Fliegen (Diptera). Nach der analytischen Methode bearbeitet 1862-1864.
- Como editor Catalogus systematicus dipterorum Europae. W.M.W. Impensis: Societatis Zoologico-Botanicae 1864.

Las colecciones de Schiner se encuentran en el Museo de Historia Natural de Viena.